# Крачунешти (Марамуреш)
Крачунешти (рум. Crăciunești) насеље је у Румунији у округу Марамуреш у општини Бочикоју Маре. Oпштина се налази на надморској висини од 302 m.

## Становништво
Према подацима из 2002. године у насељу је живело 1492 становника.

### Попис2002.
| Расподела становништва по националности 2002.‍ | Расподела становништва по националности 2002.‍ | Расподела становништва по националности 2002.‍ | Расподела становништва по националности 2002.‍ | Расподела становништва по националности 2002.‍ |
| --------------------------------------------- | --------------------------------------------- | --------------------------------------------- | --------------------------------------------- | --------------------------------------------- |
|                                               |                                               |                                               |                                               |                                               |
| Румуни                                        | Румуни                                        |                                               | 216                                           | 14,5%                                         |
| Мађари                                        | Мађари                                        |                                               | 17                                            | 1,1%                                          |
| Украјинци                                     | Украјинци                                     |                                               | 1.259                                         | 84,4%                                         |